# Yum cha
 (mai 2024).
La mise en forme du texte ne suit pas les recommandations de Wikipédia : il faut le « wikifier ».
Les points d'amélioration suivants sont les cas les plus fréquents. Le détail des points à revoir est peut-être précisé sur la page de discussion.
- Les titres sont pré-formatés par le logiciel. Ils ne sont ni en capitales, ni en gras.
- Le texte ne doit pas être écrit en capitales (les noms de famille non plus), ni en gras, ni en italique, ni en « petit »…
- Le gras n'est utilisé que pour surligner le titre de l'article dans l'introduction, une seule fois.
- L'italique est rarement utilisé : mots en langue étrangère, titres d'œuvres, noms de bateaux, etc.
- Les citations ne sont pas en italique mais en corps de texte normal. Elles sont entourées par des guillemets français : « et ».
- Les listes à puces sont à éviter, des paragraphes rédigés étant largement préférés. Les tableaux sont à réserver à la présentation de données structurées (résultats, etc.).
- Les appels de note de bas de page (petits chiffres en exposant, introduits par l'outil «  Source ») sont à placer entre la fin de phrase et le point final[comme ça].
- Les liens internes (vers d'autres articles de Wikipédia) sont à choisir avec parcimonie. Créez des liens vers des articles approfondissant le sujet. Les termes génériques sans rapport avec le sujet sont à éviter, ainsi que les répétitions de liens vers un même terme.
- Les liens externes sont à placer uniquement dans une section « Liens externes », à la fin de l'article. Ces liens sont à choisir avec parcimonie suivant les règles définies. Si un lien sert de source à l'article, son insertion dans le texte est à faire par les notes de bas de page.
- La présentation des références doit suivre les conventions bibliographiques. Il est recommandé d'utiliser les modèles {{Ouvrage}}, {{Chapitre}}, {{Article}}, {{Lien web}} et/ou {{Bibliographie}}. Le mode d'édition visuel peut mettre en forme automatiquement les références.
- Insérer une infobox (cadre d'informations à droite) n'est pas obligatoire pour parachever la mise en page.

Pour une aide détaillée, merci de consulter Aide:Wikification.
Si vous pensez que ces points ont été résolus, vous pouvez retirer ce bandeau et améliorer la mise en forme d'un autre article.
Le Yum cha est une tradition cantonaise de brunch à base de thé chinois et de plats de dim sum,. Elle est populaire dans les régions de langue cantonaise, notamment les provinces du Guangdong, du Guangxi, Hong Kong et Macao. Elle est aussi présente dans d’autres régions du monde où se trouvent des communautés issues de la diaspora chinoise.
Le Yum cha se compose généralement de petites portions de plats de dim sum cuits à la vapeur, poêlés ou frits, servis dans des cuiseurs vapeur en bambou, et conçus pour être consommés en groupe accompagnés de thé chaud,. Les gens vont souvent au yum cha en grands groupes pour les réunions de famille et les fêtes.

## Étymologie
Yum cha en langue cantonaise, à la fois littéraire et vernaculaire, signifie littéralement « boire du thé ». « 飲 » signifie « boire » et « 茶 » signifie « thé ». Le terme est également utilisé de manière interchangeable avec tan cha (嘆茶) en cantonais, qui se traduit familièrement par « apprécier le thé ».
En cantonais, yum cha fait référence à un repas composé de plats de dim sum . Dim sum est le mot basé sur la prononciation cantonaise de 點心.
Dans les dialectes mandarin familiers et le chinois vernaculaire standard basé sur une forme de mandarin familier, le caractère 喝 est souvent utilisé pour signifier 飲 : le verbe « boire ». En chinois, 點心 fait référence à une large variété d'aliments, incluant des gâteaux et des pâtisseries de style européen, et n'a pas d'équivalent en français.
En français, dim sum fait référence à des entrées et des desserts en petits plats.

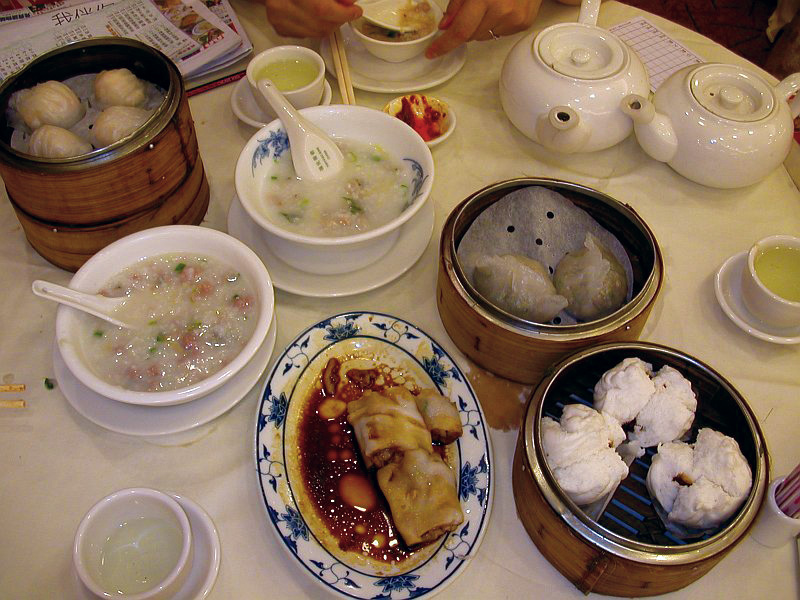
Plats de dim sum en partant du haut à gauche dans le sens des aiguilles d'une montre : boulettes de crevettes (蝦餃), congee (粥), thé au jasmin (花茶), boulettes cuites à la vapeur (蒸水饺), petits pains fourrés au porc grillé (叉燒包) et rouleaux de nouilles de riz avec de la sauce soja (腸粉).

## Service
Traditionnellement, le yum cha se pratique le matin ou en début d'après-midi, d'où les termes zou cha (早茶, "thé du matin") ou ha ng cha (下午茶, « thé de l'après-midi »). Le premier est également connu sous le nom de Yum zou cha (飲早茶, "boire du thé le matin"). Dans certaines régions de la province du Guangdong, les restaurants proposent des dim sum à l'heure du dîner et même parfois tard dans la nuit. C'est ce qu'on appelle Yum je cha (飲夜茶, « boire du thé le soir »). Cependant la plupart des restaurants réservent encore le service de dim sum pour le petit-déjeuner et le déjeuner. La combinaison du thé du matin, du thé de l'après-midi, du thé du soir, du déjeuner et du dîner est connue sous le nom de sam cha leung fan (三茶兩飯, "trois thés, deux repas"),.
L'histoire de cette tradition du Yum cha remonte à l'époque de l'empereur Xianfeng, qui fut le premier à désigner les établissements servant du thé sous le nom de yi li guan (一釐館, "maison à 1 centime"). Ces établissements offraient aux gens un lieu où ils pouvaient bavarder, pratique qui devint connue sous le de cha waa (茶話, "discussion autour d'un thé"). Ces maisons de thé sont par la suite devenues leur propre type de restaurant et les visites de ce type d'établissement ont pris l'appellation de Yum Cha,.

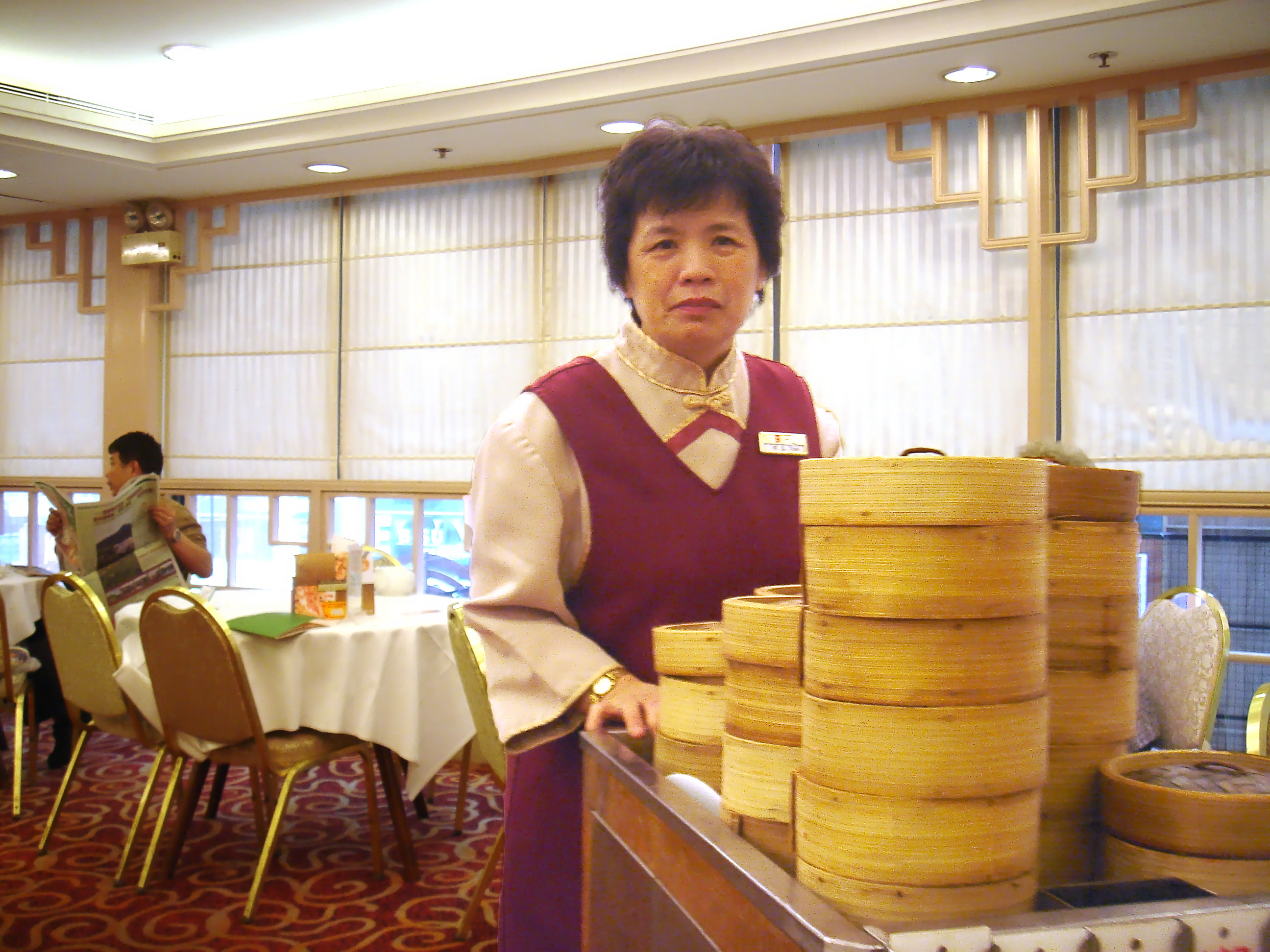
Un serveur poussant un chariot de dim sum dans un restaurant de yum cha à Hong Kong

Les dim sum sont traditionnellement servis sur des plateaux à pousser où bien sur de plateaux suspendu autour du cou des serveurs.
Lutilisation du teoi ce (推車, "charriot à pousser") pour servir les dim sum, remonte au début des années 1960. Les plats, cuits à l'avance, sont placés dans des paniers à vapeur et sortis sur des chariots poussés dans la salle à manger,. Les employés annoncent alors à voix haute les mets qu'ils servent et les clients annoncent aux serveurs ce qu'ils souhaitent commander. L'atmosphère du yum cha est donc généralement bruyante et festive en raison des serveurs qui crient les noms des plats et des groupes de convives qui y discutent.
De nombreux restaurants de dim sum proposent désormais un système de commande à la carte sur papier,. Cette méthode permet de servir aux clients des dim sum frais et préparés à la demande tout en gérant les contraintes immobilières et de ressources liées au service de chariot,.

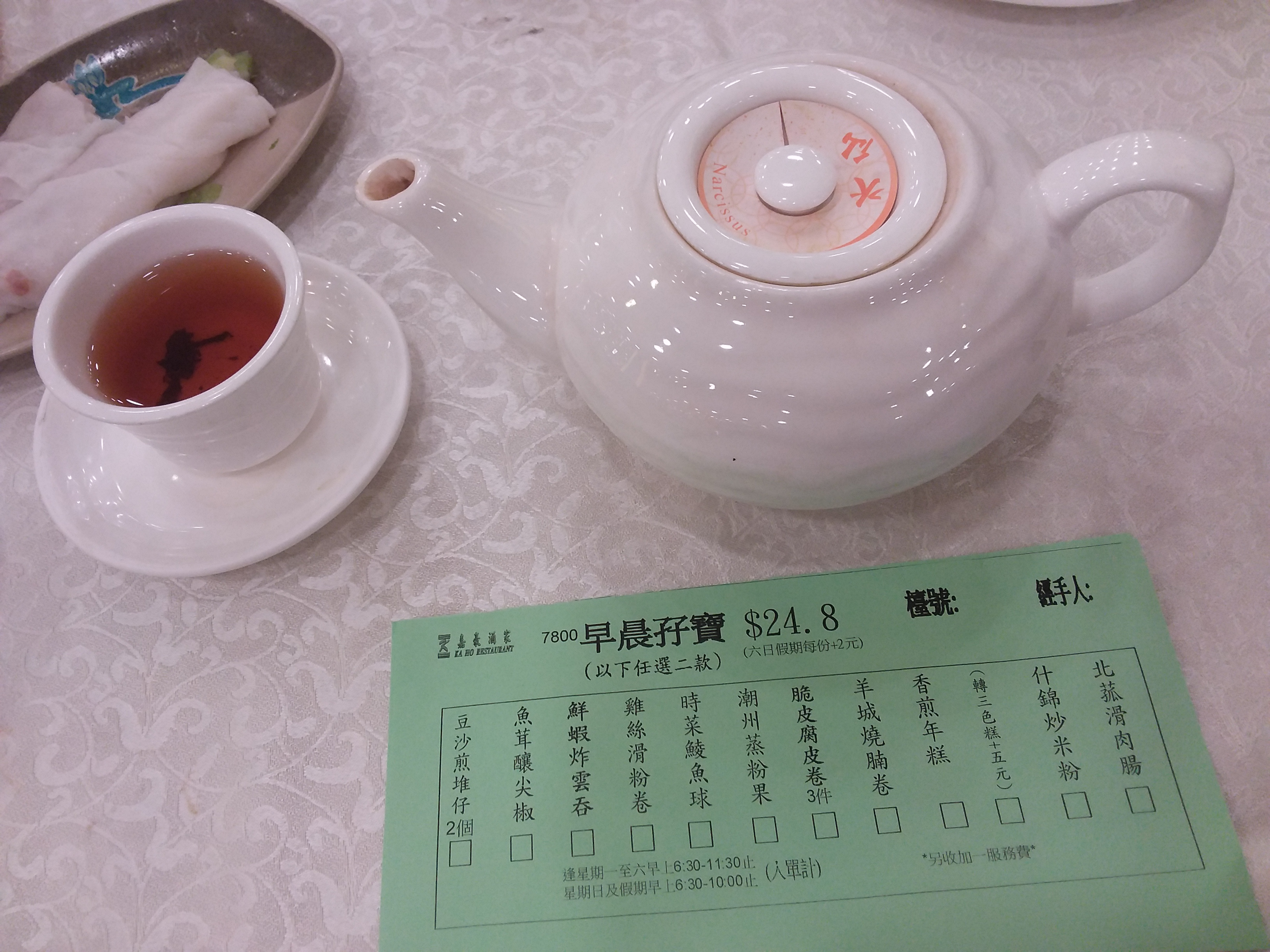
Tasse à thé, théière et carte de facturation.

Le coût d'un repas était traditionnellement calculé en fonction du nombre, de la taille et du type d'assiettes laissés sur la table du client à la fin de son repas. Dans les restaurants Yum Cha modernes, les serveurs notent  désormais les commandes en tamponnant une carte de facturation ou bien en les notant sur la table,,. Dans certains restaurants, chaque serveur possède à cet effet un tampon distinctif afin de pouvoir suivre ses statistiques de ventes.

## Coutumes et étiquette

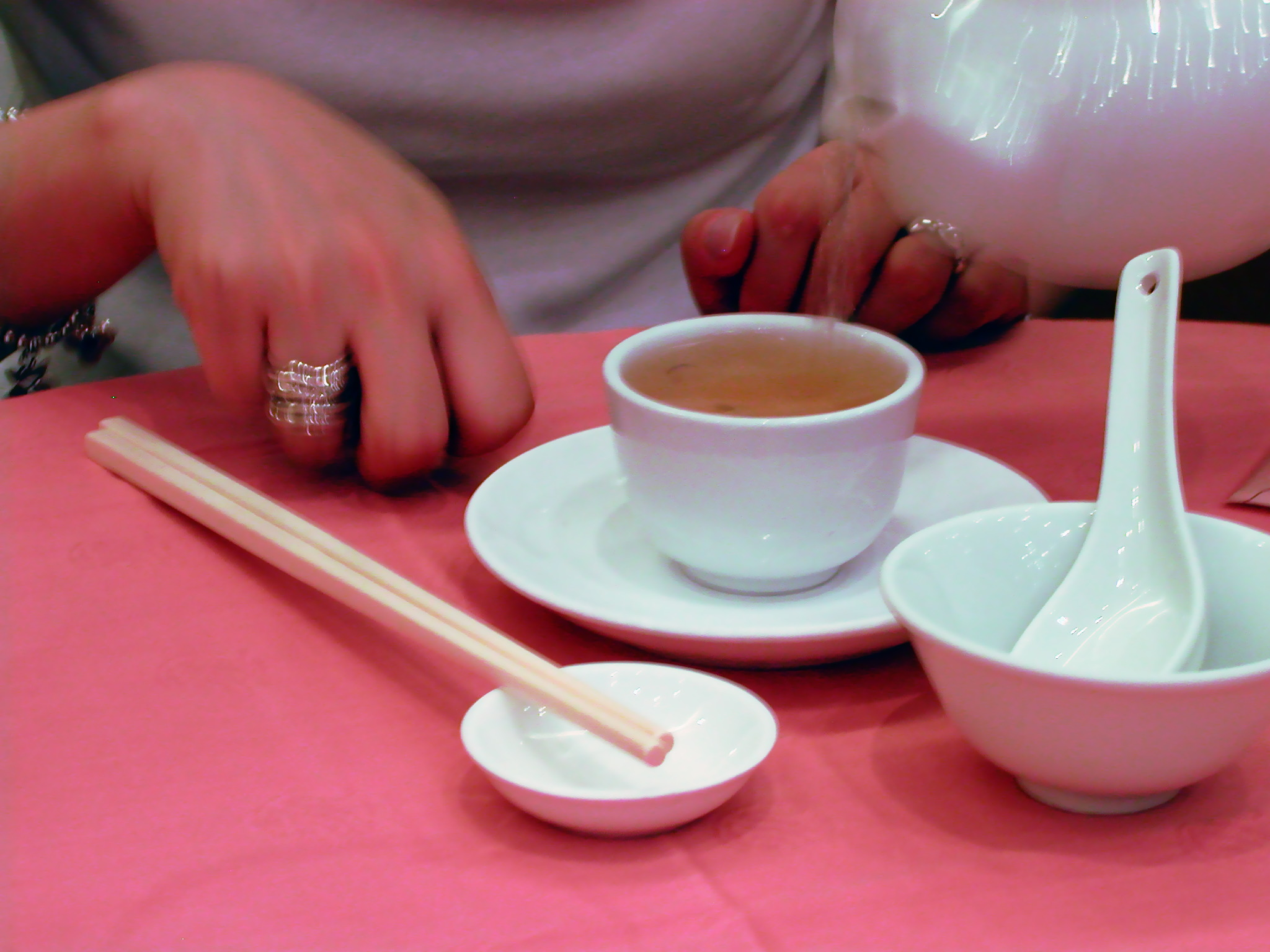
Une buveuse de thé tapotant la table avec ses doigts pour montrer sa gratitude au membre du groupe qui a rempli sa tasse.

Les coutumes associées au thé servi dans les restaurants Yum Cha comprennent :   
- Choisir le type de thé immédiatement après avoir été installé par le serveur[23],[20].
- Servir le thé aux autres convives avant de remplir sa propre tasse, et, plus particulièrement pour les jeunes, servir d'abord le thé aux personnes âgées, en signe de politesse[24]
- Remplir les tasses de thé à environ 80 % en raison du proverbe cantonais「茶滿欺客，酒滿敬人[25], qui se traduit littéralement par « c'est une fraude pour l'invité si la tasse de thé est pleine, mais c'est un signe de respect lorsqu'il s'agit d'alcool ».
- Taper sur la table avec deux (parfois un) doigts de la même main dans un geste connu sous le nom de « courber les doigts » (kowtow), qui est un geste de gratitude après avoir reçu du thé[24]. Ce geste remonte à l'empereur Qianlong de la dynastie Qing, qui avait pour habitude de voyager incognito[26]. Lors d'une visite dans la région de Jiangnan, il s'est un jour rendu dans un salon de thé avec ses compagnons. Afin de préserver son anonymat, il a à son tour servi le thé. Ses compagnons désiraient s'incliner pour lui montrer leur gratitude, mais cela aurait risqué de révéler l'identité de l'empereur[6]. Finalement, l'un d'eux tapota trois doigts sur la table (un doigt représentant leur tête baissée et les deux autres représentant leurs bras prosternés).
- Ouvrir le couvercle (pour les théières en métal à charnière) ou décaler le couvercle de la théière (sur les théières en céramique) pour signaler une théière vide[7]. Les serveurs viendront la reremplir[27].
- Suivant une pratique traditionnelle consistant à rincer les ustensiles avec la première infusion de thé, il est préférable de servir le thé dans une tasse chaude[2],[28],[29]. Une bassine est mise à disposition pour récupérer le thé ayant servi au rinçage. Le goût de la première infusion de thé n'est pas considéré comme  étant le meilleur et il sera plus riche par la suite, lors des infusions suivantes.

Pour les convives, quelques coutumes typiques incluent :
- Choisir les tables les plus proches de la cuisine car les chariots de dim sum sortent de là, ainsi les convives les plus proches de la cuisine auront le meilleur choix de plats[30].
- Commander les desserts sur les chariots de dim sum à tout moment car il n'y a pas de séquence fixe à respecter pour le repas[31].
- Ne pas être mal-à-l'aise à l'idée de refuser les plats proposés par les quelles qu'en soient les raisons[pas clair] (préférence alimentaire, budgétaire ou autre)[30].

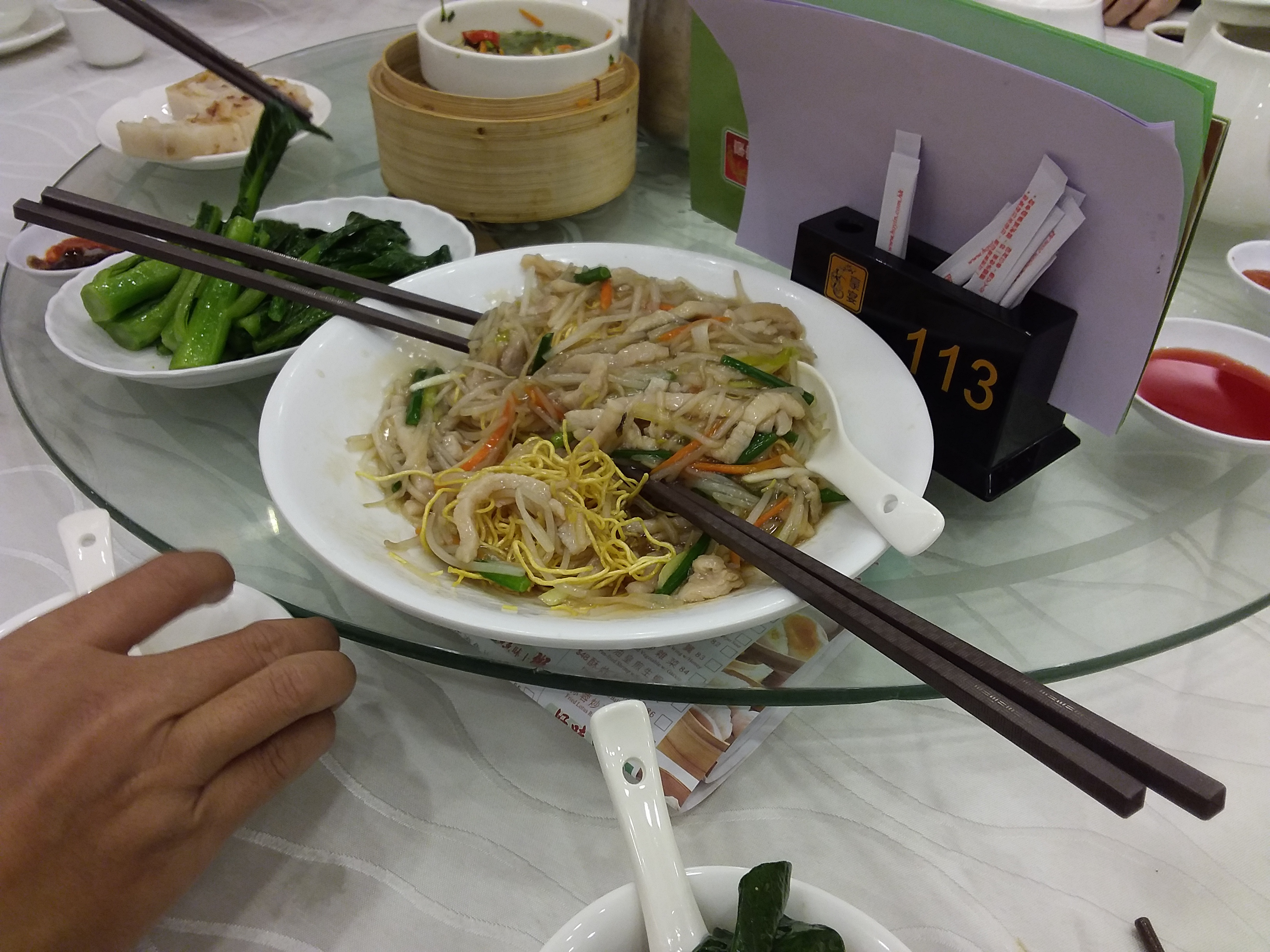
Plaque tournante à Hong Kong avec dim sum et plats pour le déjeuner

En mangeant, les bonnes manières incluent :
- Faire tourner la plaque tournante de manière que la personne la plus âgée à table ait la possibilité de prendre la première portion au début du repas ou lorsqu'un plat supplémentaire est servi, en signe de respect[32],[29]. La plaque tournante ne doit pas être tournée lorsque quelqu'un prend de la nourriture dans un plat[29].
- S'abstenir de planter les baguettes verticalement, dans le riz ou les petits pains par exemple, en raison de la ressemblance de ce geste avec les offrandes d'encens pour les défunts[30].
- Laisser aux autres convives la dernière portion d'un plat[30].
- Insister pour payer la facture car il est courant d'offrir des repas[33].
- Dans le cas où il n'y a pas de plaque tournante, ne se servir que de la nourriture disposée en face de soi.

## Statut et avenir
Le Yum cha continue d'exister aussi bien sous des formes traditionnelles que modernes, y compris dans des restaurants servant à la fois les dim sum traditionnels et des dim sum fusion modernes. Les dim sum modernes peuvent inclure des plats comme le siu mai à l'ormeau et le pain de bœuf wagyu grillé. Les chefs continuent d'être formés dans les plus grands instituts culinaires.
Une évolution du yum cha se retrouve dans un restaurant de Hong Kong qui crée des raviolis et des petits pains en forme d'animaux afin d'attirer une clientèle férue de réseaux sociaux. Enfin, qu'il soit traditionnel ou moderne, le yum cha se partage encore avec des amis et des proches.